# Bruno Guimarães Pinho Azevedo
Bruno Guimarães Pinho Azevedo, meglio noto come Guima (Santa Maria da Feira, 11 marzo 1986), è un ex calciatore portoghese, di ruolo attaccante.

## Carriera

### Club
Ha giocato nella massima serie dei campionati slovacco, rumeno e portoghese.